# Senatori della XV legislatura del Regno d'Italia
Elenco dei senatori della XV legislatura del Regno d'Italia nominati dal re Umberto I divisi per anno di nomina.
Il numero indicato è quello della serie cronologica ufficiale.

## 1882

### 16 novembre
- 738. Filippo Berardi
- 739. Enrico Castellano
- 740. Tommaso Corsini
- 741. Sansone D'Ancona
- 742. Pietro Delle Favare
- 743. Michele Fazioli
- 744. Germano Germanetti
- 745. Luigi Greco Cassia
- 746. Michele Morini
- 747. Cesare Pastore
- 748. Francesco Paternostro
- 749. Agostino Plutino
- 750. Luigi Ranco
- 751. Antonio Ranieri
- 752. Spirito Riberi
- 753. Gaetano Sangiorgi
- 754. Francesco Sforza Cesarini
- 755. Tommaso Vallauri

## 1883

### 26 novembre
- 756. Antonio Arcieri
- 757. Francesco Auriti
- 758. Ernesto Balbo Bertone di Sambuy
- 759. Gustavo Bucchia
- 760. Fabio Cannella
- 761. Ignazio Florio
- 762. Carlo Guerrieri Gonzaga
- 763. Gaetano Gravina di Santa Elisabetta
- 764. Antioco Loru
- 765. Angelo Marescotti
- 766. Giovanni Morandini
- 767. Carlo Felice Nicolis di Robilant
- 768. Augusto Pierantoni
- 769. Andrea Podestà
- 770. Leonardo Romanelli
- 771. Casimiro Sperino

## 1884

### 10 maggio
- 772. Francesco Lanza Spinelli di Scalea
- 773. Federico Torre
- 774. Angelo Messedaglia

### 26 novembre
- 775. Nicola Amore
- 776. Luigi Basile
- 777. Enrico Betti
- 778. Domenico Bonaccorsi di Casalotto
- 779. Luigi Buglione di Monale
- 780. Adolfo De Foresta
- 781. Antonio Dozzi
- 782. Agostino Farina
- 783. Giuseppe Gerbaix de Sonnaz
- 784. Giovanni Guarini
- 785. Leonardo Larussa
- 786. Ottavio Lovera di Maria
- 787. Matteo Luciani
- 788. Adriano Mari
- 789. Costantino Perazzi
- 790. Giuseppe Piroli
- 791. Cesare Rasponi
- 792. Giuseppe Robecchi
- 793. Venceslao Spalletti
- 794. Pasquale Villari

## 1885

### 23 novembre
- 795. Pasquale Valsecchi